# Distretto di Pingchuan
Il distretto di Pingchuan è un distretto della Cina, situato nella provincia del Gansu.